# José Luis Capón
José Luis Capón González, conocido como Capón (Madrid, 6 de febrero de 1948-Ibidem., 29 de marzo de 2020), fue un futbolista español que ocupaba la posición de defensa.

## Trayectoria deportiva
Comenzó su carrera deportiva, jugando como lateral diestro, sustituyendo a Isacio Calleja. Posteriormente también jugó como central y mediocentro. El 24 de enero de 1971 debutó con el Atlético de Madrid, en un partido de Liga frente al Real Club Celta de Vigo. Desde entonces y hasta su marcha del club rojiblanco en 1980, jugó 269 partidos a lo largo de nueve temporadas, 34 partidos de Copa, catorce de Recopa de Europa, trece de Copa de Europa, seis de Copa de la UEFA, y dos de Copa Intercontinental.
Pasados los años, rememoraba con añoranza que "lo mejor fue ganar la Liga del 77 en el Bernabeu y la Intercontinental. Jugué el famoso partido de semifinales en Glasgow en el 74. No lo olvidaré, porque allí nos maltrataron y aquí les arrollamos, pero futbolísticamente".
El 25 de noviembre de 1980, se celebró un partido homenaje en su honor, en el estadio Vicente Calderón, con el que se despidió de la afición colchonera. El partido se jugó entre el Atlético de Madrid y un combinado de la Unión Soviética.
El 29 de marzo de 2020 se anunció la muerte por causa de COVID-19.

## Equipos
- Racing Madrid
- Plus Ultra
- Reyfra
- 1970-71 Atlético de Madrid
- 1971-72 Burgos CF
- 1972-80 Atlético de Madrid
- 1980-81 Elche CF

## Palmarés
| Título        | Club               | País   | Año       |
| ------------- | ------------------ | ------ | --------- |
| Liga española | Atlético de Madrid | España | 1973 1977 |

| Título       | Club               | País   | Año  |
| ------------ | ------------------ | ------ | ---- |
| Copa del Rey | Atlético de Madrid | España | 1976 |

| Título                | Club               | País   | Año  |
| --------------------- | ------------------ | ------ | ---- |
| Copa Intercontinental | Atlético de Madrid | España | 1975 |

## Internacionalidades
- Trece veces internacional con España.
- Debutó con la selección española en Stuttgart el 24 de noviembre de 1973 contra Alemania Federal.